# Non-woven

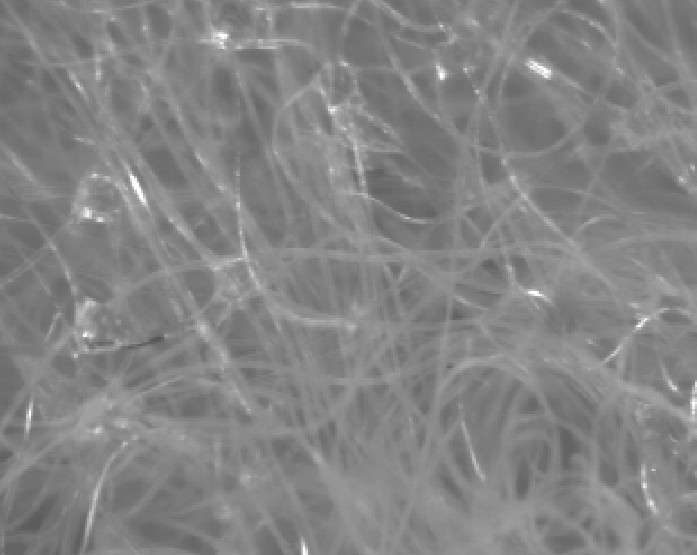
Ongericht vlies

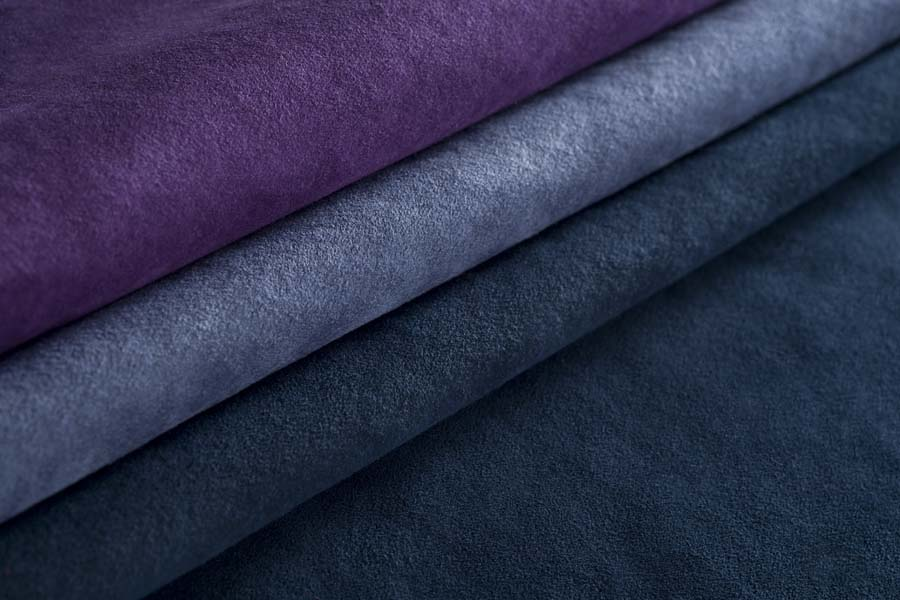
Alcantara

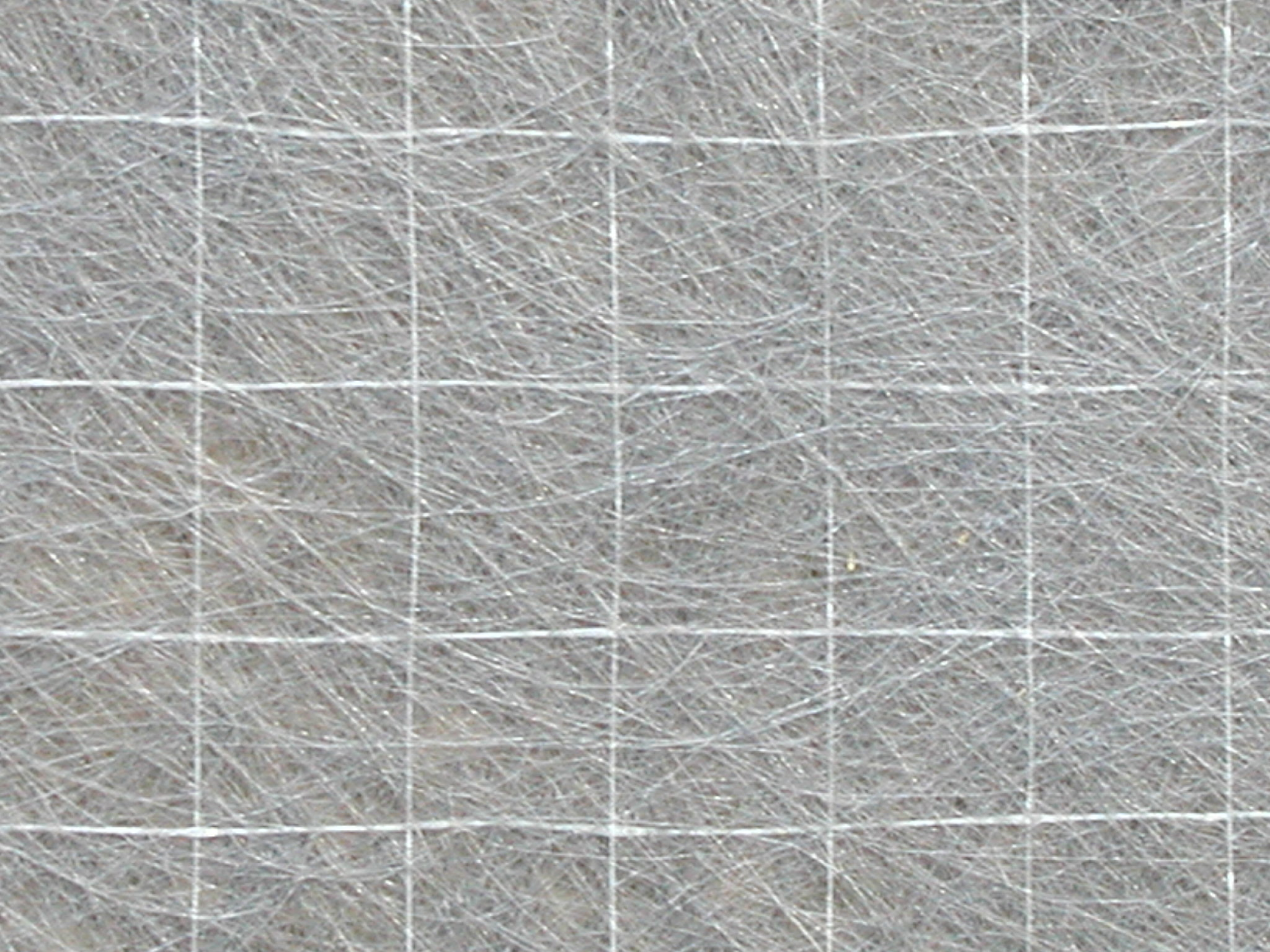
Versterkt filamentvlies

Non-woven of vlies is een categorie stof die geweven noch gebreid is. In tegenstelling tot de klassieke fabricage van een textieldoek wordt dus geen garen gebruikt, maar wordt het materiaal rechtstreeks als vezel of filament in een vlies afgelegd en vervolgens aan elkaar gehecht.
De vezels of filamenten kunnen daarbij al dan niet georiënteerd zijn (gerichte of ongerichte vliezen). De opbouw kan zeer verschillend zijn. Deze varieert van nauwelijks tot zeer intensief gebonden, soepel tot stijf, compact tot hoogvolumineus.
Vliezen of non-wovens kunnen op verschillende manieren ingedeeld worden. Een veel gebruikte indeling is de volgende:
- Vezelvlies: dit bestaat in twee types: de droog- en de natvliezen. Voor de droogvliezen worden de vezels vrij gemaakt en dan op elkaar gelegd. Er bestaan twee productiemethoden: de industriële kaarde en de random webber. De natvliezen worden volgens de papiermethode gemaakt. Er wordt een pap met vezels gevormd, die afgelegd wordt op een zeefband. Hier wordt dan het water verwijderd. Met deze methode worden vooral vliezen met korte kunstmatige vezels op synthetische basis geproduceerd.
- Filamentvlies: wordt gevormd uit eindeloze filamenten, die tot een vlies gevormd worden en onderling verbonden. Dit kan op twee manieren gebeuren: rechtstreeks uit korrels in één ononderbroken procesgang van extrusie, vliesvorming en binding (continu methode) en discontinu door toevoer van filamentgaren uit een rek met spoelen naar de vliesmachine. Daar worden de garens geopend tot de filamenten vrij liggen, in de gewenste vorm afgelegd en dan meestal thermisch gebonden.

Voor het verstevigen of binden van vliezen bestaat een drietal processen:
1. Mechanische vliesversteviging, hieronder wordt verstaan: de versteviging van vezelvliezen of vezellagen door vervilten of vollen of door vernaalden met behulp van naalden met weerhaken. Twee andere methodes zijn doorstikken en verstevigen door middel van waterstralen.
2. Chemische vliesversteviging: hiervoor worden bindmiddelen gebruikt. Deze bind- of kleefmiddelen komen zowel voor als oplossing in water, als in de vorm van dispersies of emulsies.
3. Thermische vliesversteviging: hierbij gaat het om een droog, thermisch proces. Dit kan gebeuren door rechtstreekse versmelting van het garen of door verbinding van de garens met een hulpmiddel.

Non-wovens worden gebruikt in zeer veel verschillende toepassingen. Grote toepassingen zijn: kleding (Alcantara), maandverband en luiers, dweilen, poetsdoeken, zemen, disposable operatielakens en -kleding, beschermmiddelen, filtratie, isolatiematerialen, drager voor (auto)tapijt, firetdoek in plafonds etc.